# ژیل کارل
ژیل کارل (فرانسوی: Gilles Carle‎؛ ۳۱ ژوئیه ۱۹۲۸ – ۲۸ نوامبر ۲۰۰۹) یک فیلم‌نامه‌نویس، کارگردان فیلم، تهیه‌کننده فیلم، تدوین‌گر، و نقاش اهل کانادا بود.
از فیلم‌ها یا مجموعه‌های تلویزیونی که وی در آن‌ها نقش داشته‌است می‌توان به فانتاستیکا، زندگی خوشبخت لئوپولد ز. و زن و فرشته اشاره نمود.
وی عضو هیئت ملی فیلم کانادا بود و برندهٔ جوایزی همچون نخل طلای فیلم کوتاه شد.